# Dwór Mycielskich w Łuczanowicach
Dwór Mycielskich w Łuczanowicach – zabytkowy dwór w Łuczanowicach.
Barokowo-klasycystyczny dwór rodziny Mycielskich znajduje się w Krakowie przy ul. Mycielskiego 11. Dwór został wybudowany w 1787 roku. Początkowo był to budynek modrzewiowy, otynkowany, parterowy wzniesiony na kamiennej podmurówce. Posiadał rzut prostokątny. Układ wnętrza był dwutraktowy, mansardowy dach pokryty był gontem. Elewację frontową zdobił ganek na czterech drewnianych słupach wspierający trójkątny przyczółek.
Obecnie stojący dwór został zaprojektowany w 1902 roku przez Tadeusza Stryjeńskiego dla hr. Władysława Mycielskiego. Był on połączony ze starym dworem jednym skrzydłem, a z drugiej strony wchłonął budynek nieczynnego kalwińskiego zboru. Jest to historyzujący budynek modernistyczny, piętrowy, o nieregularnym kształcie, z charakterystycznym, pięciobocznie zakończonym ryzalitem od strony wschodniej. Zbudowany z cegły i z piaskowca, ze ścianami zewnętrznymi zdobionymi zendrówką. Od frontu nad głównym wejściem zachował się herb rodziny Mycielskich. 
W 1928 roku pomieszczenia po dawnym zborze zaadaptowano na kaplicę rzymskokatolicką, która funkcjonuje do dziś w tym budynku.

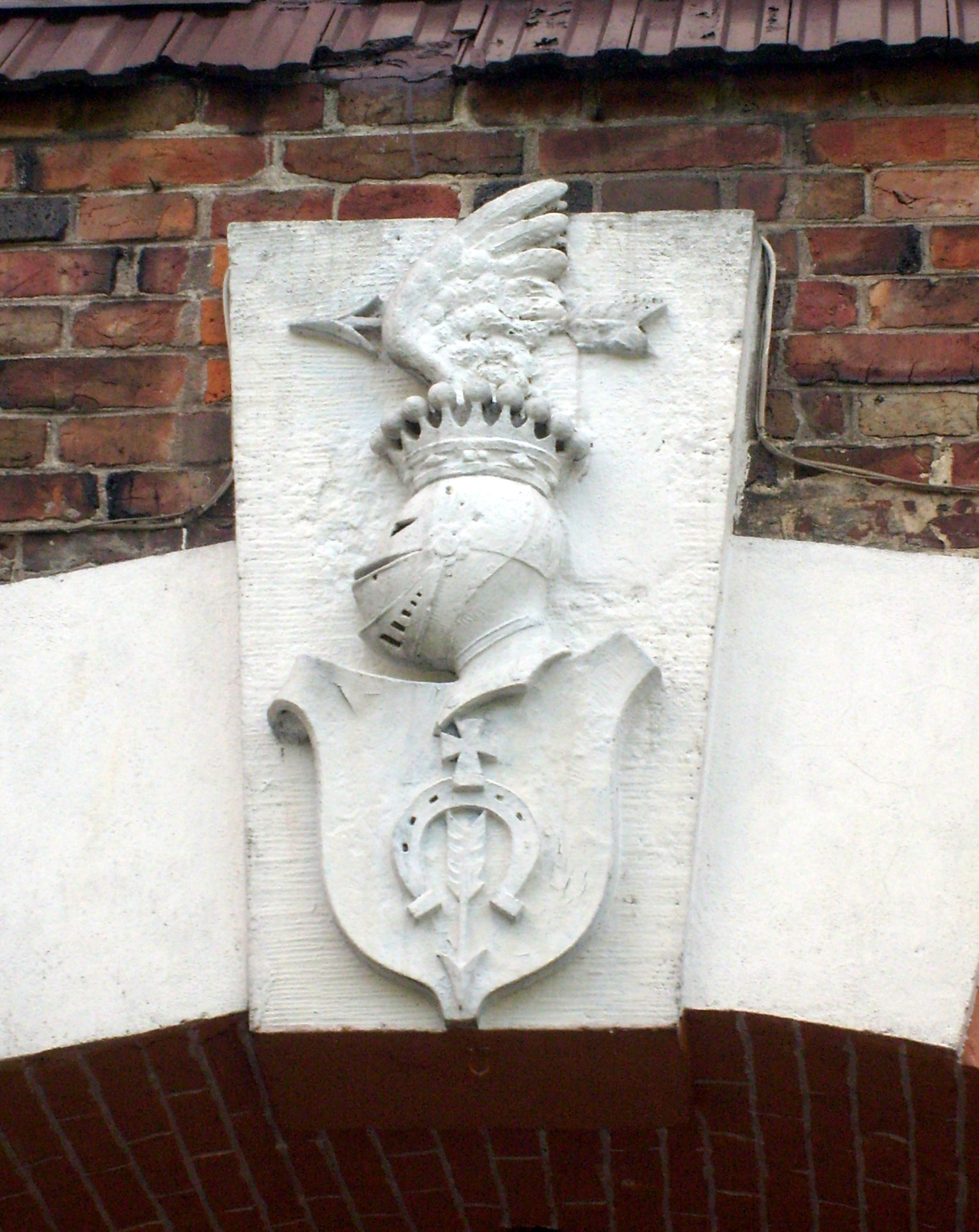
Herb Dołęga w agrafie
Herb Dołęga Mycielskich
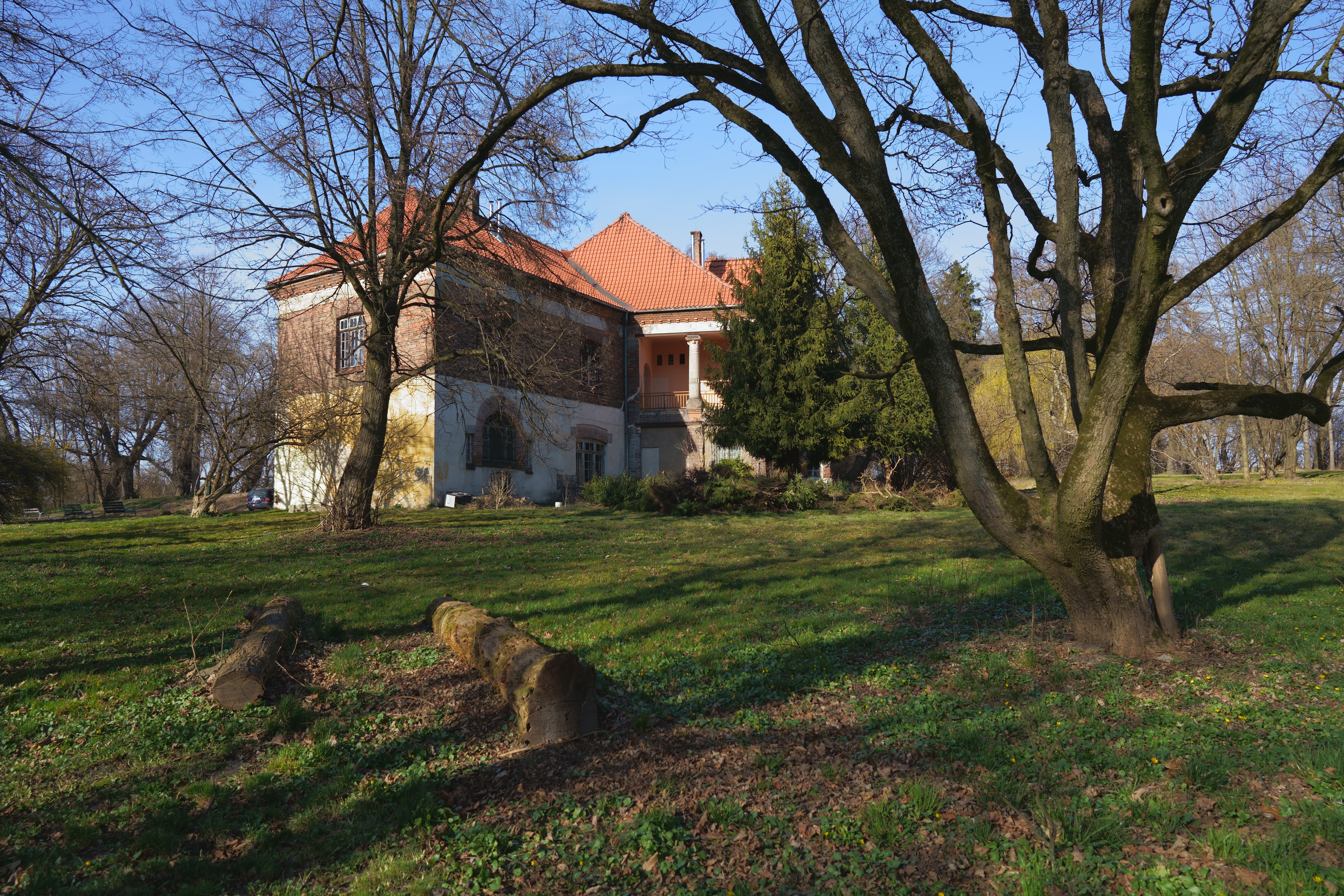
Dwór od strony wschodniej

W 1953 roku rozebrano stary dwór ze względu na bardzo zły stan, uległ on pogorszeniu w wyniku II wojny światowej. W murowanym pałacu zaś umieszczono sklep, mieszkania prywatne i zlewnię mleka. 
Aktualnie w dworku mieści się wyżej wspomniana kaplica, Klub Aneks – oddział Ośrodka Kultury Kraków-Nowa Huta i mieszkania prywatne. Wewnątrz zachowały się stare piece kaflowe, posadzki i kafelki w łazienkach – resztki oryginalnego wyposażenia. Cały zespół pałacowy pierwotnie otoczony był parkiem w stylu angielskim. Znajdowały się w nim dwa stawy i rosły rzadkie gatunki drzew. Park zachował się we fragmentach. Zespół pałacowo-parkowy został wpisany 26 listopada 1980 do rejestru zabytków miasta Krakowa pod numerem A-604.